# Източноукраински университет
Лугански държавен университет „Владимир Дал“ в Луганск, Украйна е сред най-големите висши училища в страната. Наречен е на видния руски учен академик Владимир Дал, роден в Луганск.

## Исторически названия
- Лугански държавен машиностроителен институт
- Ворошиловградски машиностроителен институт
- Източноукраински държавен университет
- Източноукраински национален университет

## Структура

### В Луганск
- Институт по икономика и финанси
- Институт по приложна механика и материалознание
- Институт по философия и психология
- Институт по юриспруденция и международно право
- Международен факултет
- Учебно-научен институт по труд и социални технологии
- Факултет по електротехнически системи
- Факултет по иновационна икономика и кибернетика
- Факултет по компютърни системи и технологии
- Факултет по математика и информатика
- Факултет по мениджмънт
- Факултет по наноелектроника и нанотехнологии
- Факултет по естествени науки
- Факултет по системи за релсови комуникации
- Факултет по транспортни системи и логистика
- Филологически факултет
- Институт за следдипломно образование и дистанционно обучение (ИСОДО)
- Магистратура по държавно управление
- Колеж
- Военна катедра

### Извън Луганск
- Антрацитовски факултет по минно дело и транспорт, Антрацит
- Институт по химически технологии, Рубежное (Рубижне)
- Краснодонски факултет по инженерство и мениджмънт, Краснодон
- Кримски факултет (Ливадия, Феодосия, Евпатория)
- Северодонецки химико-механически техникум, Северодонецк
- Стахановско отделение на ИСОДО, Стаханов
- Технологически институт, Северодонецк

## Известни випускници
- Наталия Королевская – министър на социалната политика
- Николай Гапочка – депутат